# Taokhe
Taokhe är ett vattendrag i Botswana. Det ligger i den centrala delen av landet, 600 km nordväst om huvudstaden Gaborone.
Omgivningarna runt Taokhe är huvudsakligen savann. Trakten runt Taokhe är nära nog obefolkad, med mindre än två invånare per kvadratkilometer.